# Adrien de Vries
Pour les articles homonymes, voir de Vries.
Adrien de Vries (ou Adriaen de Vries ; né à La Haye en 1556 et mort à Prague en 1626) est un sculpteur maniériste néerlandais, spécialisé dans la sculpture en bronze.

## Vie et œuvre
Après avoir sans doute reçu une formation chez le sculpteur néerlandais Willem van Tetrode (env. 1525 - après 1588), ce fils de pharmacien travaille dans l'atelier du sculpteur Giovanni da Bologna à Florence au début des années 1580. Après un court séjour à Rome, chez le sculpteur Pompeo Leoni à Milan, de Vries travaille pour le duc Charles-Emmanuel Ier de Savoie à Turin à partir de 1588. En 1593, il fabrique ses premières œuvres pour l'empereur Rodolphe II de Habsbourg (Mercure et Psyché, Psyché enlevée par des putti). entre 1599 et 1602, en collaboration avec le fondeur Wolfgang Neidhardt, de Vries réalise ses deux œuvres peut-être les plus célèbres : la fontaine de Mércure et la fontaine d'Hercule à Augsbourg. En 1601, il est nommé définitivement sculpteur de la cour impériale de Rodolphe II à Prague. Là, il crée, entre autres, un buste de l'empereur (1603) et des ouvrages de format plus petit pour le cabinet de curiosités sur le Hradschin. Après la mort de Rodolphe II, de Vries reste à Prague où il effectue des commandes notamment de l'empereur Matthias Ier, du prince Ernst de Holstein-Schaumburg, du roi Christian IV de Danemark et d'Albrecht von Valdšteyn, dont les jardins du palais Wallenstein de Prague sont ornés de plusieurs sculptures d'Adriaen de Vries.

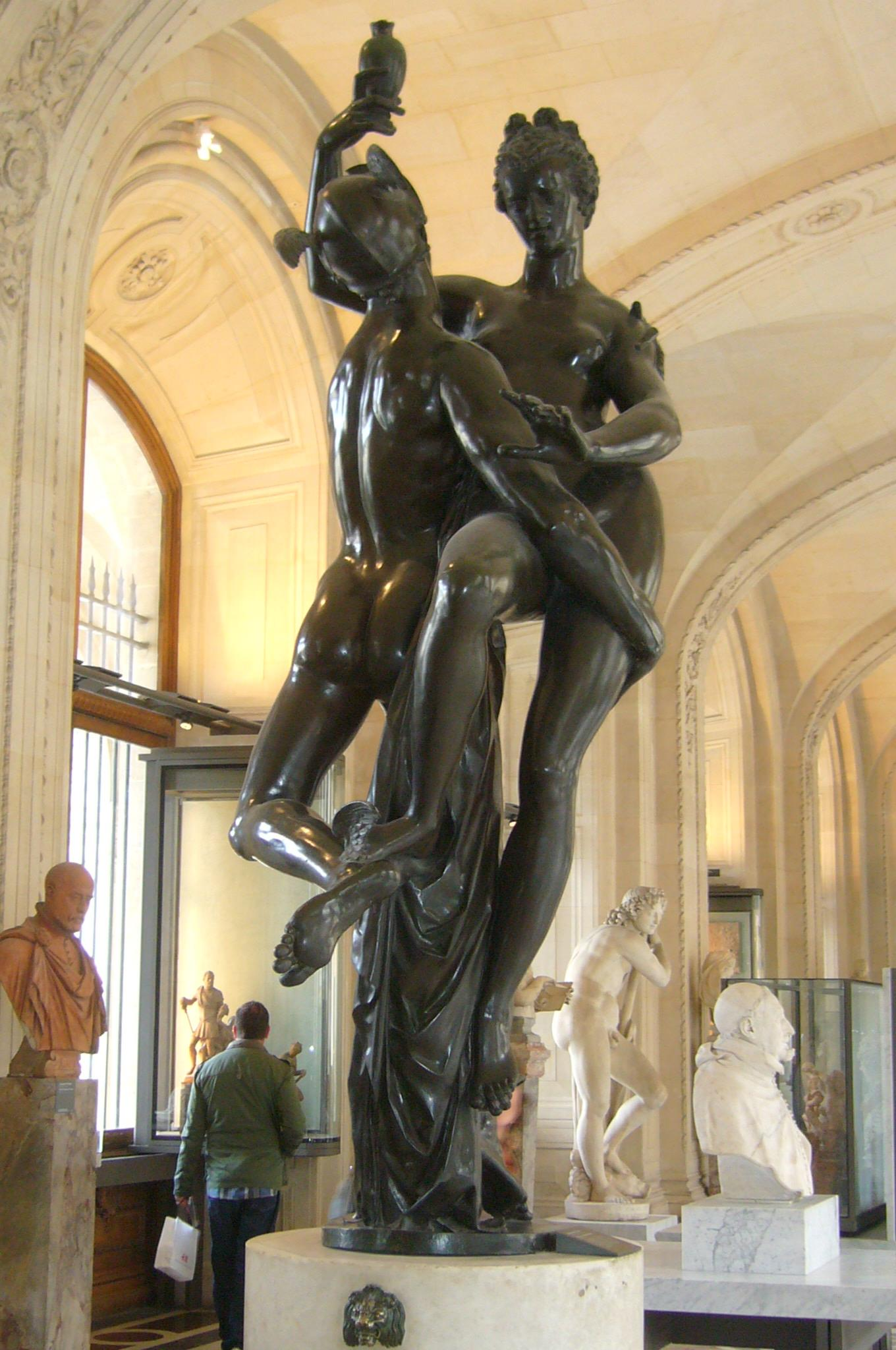
Mercure enlevant Psyché.
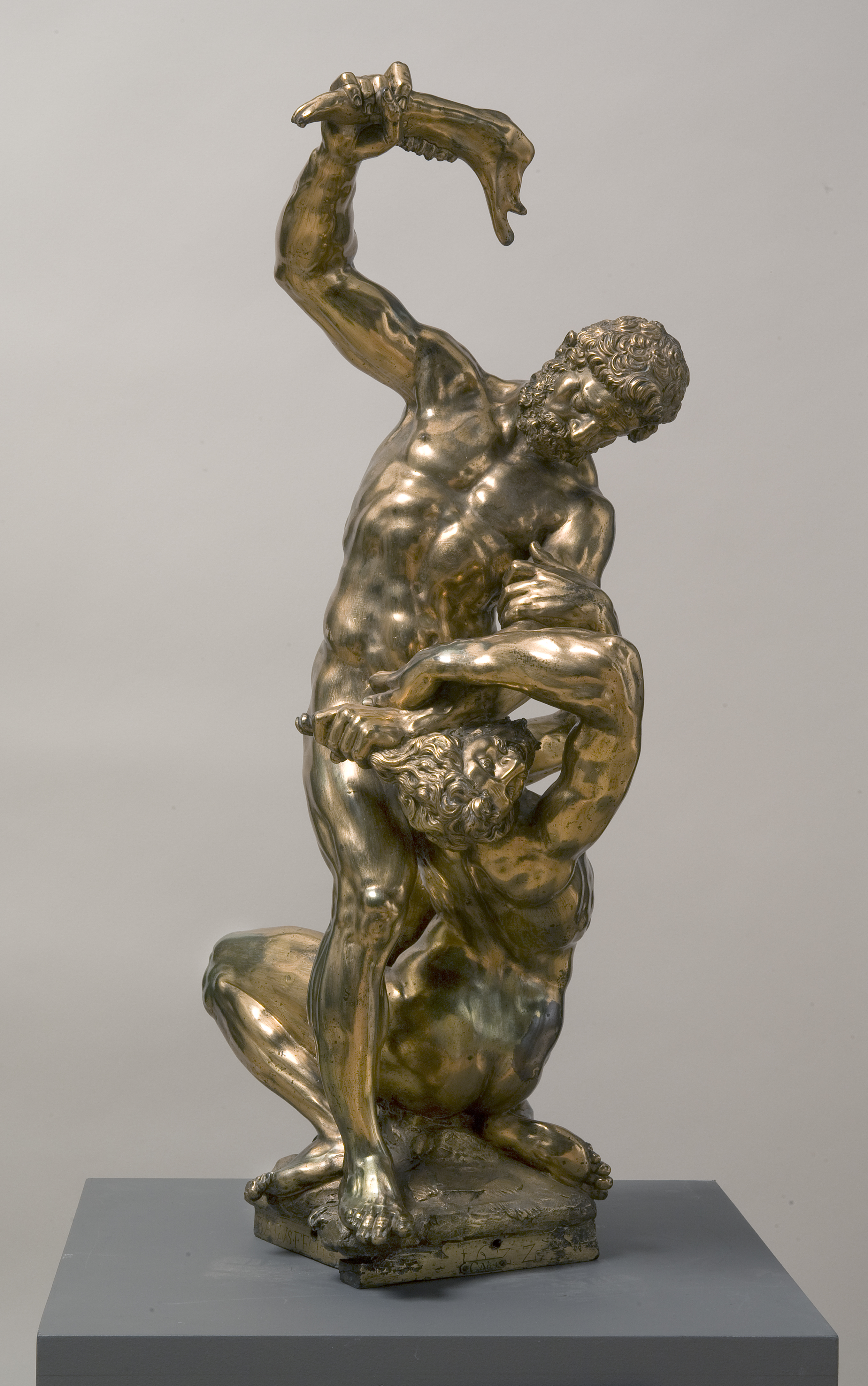
Caïn tuant Abel.
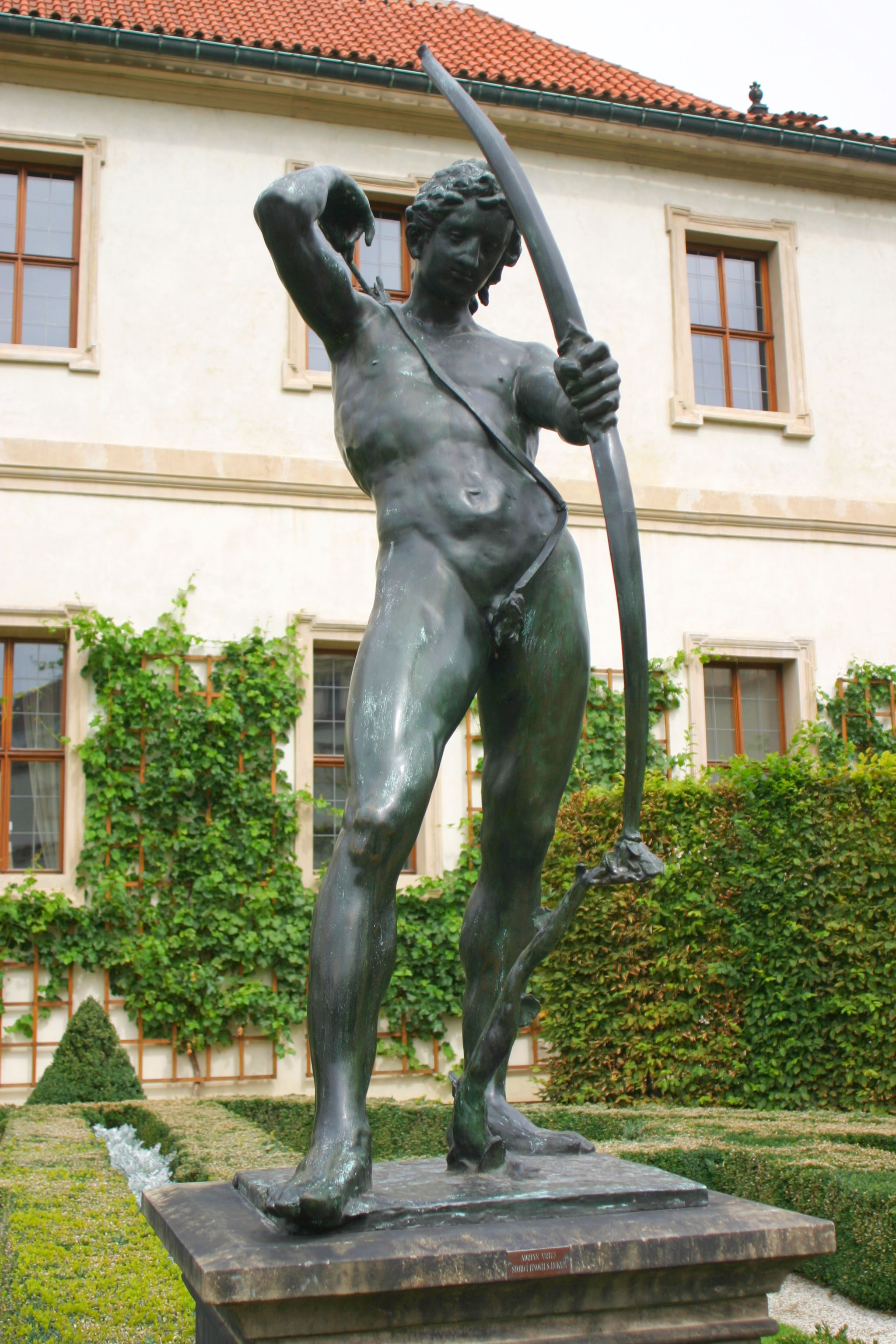
Apollon.
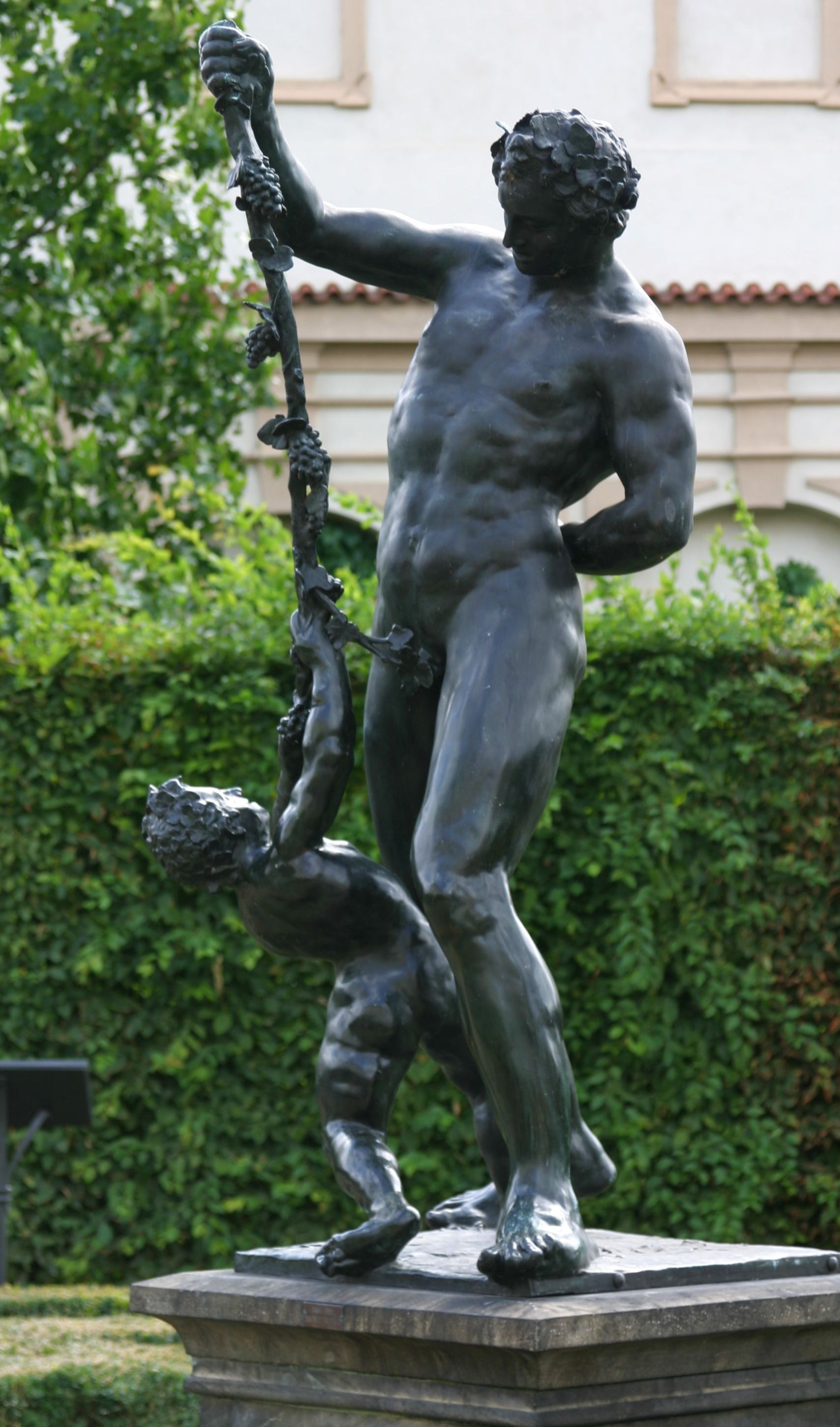
Bacchus.

## Sources
- (it) Filippo Baldinucci, Notizie dei professori del Disegno da Cimabue in qua 2, Firenze, 1846.